# Phyllosticta syringae
Phyllosticta syringae är en svampart som beskrevs av Westend. 1852. Phyllosticta syringae ingår i släktet Phyllosticta och familjen Botryosphaeriaceae.   Inga underarter finns listade i Catalogue of Life.